# Charlie McGettigan
Charlie McGettigan (* 7. Dezember 1950 in Ballyshannon) ist ein irischer Singer-Songwriter.

## Karriere
Charlie McGettigan startete Mitte der 1960er Jahre als Irish-Folk-Sänger in Dublin. In den 1970er Jahren zog er zum Arbeiten nach Drumshanbo, dort gründete er die Band Jargon, welche drei Singles veröffentlichte. In den 1980ern wurde er als Solomusiker aktiv, veröffentlichte 1986 auch sein Album Songs of the Night.
1994 gewann McGettigan zusammen mit Paul Harrington den Eurovision Song Contest 1994 in Dublin, Irland, für Irland. Die Ballade Rock’n’Roll Kids war eine Komposition von Brendan Graham. Damit gewann Irland zum dritten Mal in Folge. Es erschien noch ein Album mit dem Duo.
Die nächsten Jahre war McGettigan als Solo-Singer-Songwriter aktiv und spielte immer wieder kleine Auftritte.

## Diskografie
Alben
- 1986: Songs of the Night (and other Stories)
- 1994: Rock’n’Roll Kids – The Album (mit Paul Harrington)
- 1996: In your old Room
- 2001: Family Matters
- 2006: Stolen Moments
- 2010: The Man from 20
- 2019: Some Old Someone (Stockfisch)